# 185 a.C.
Il 185 a.C. (CLXXXV a.C. in numeri romani) è un anno  del II secolo a.C.

## Eventi
- Con l'assassinio di Brihadratha si conclude la dinastia Maurya in India; il suo uccisore, il generale brahmano Pusyamitra Shunga, dà inizio alla dinastia Shunga.
- Fondazione della città di Parma da parte dei Romani.

## Nati
- Andrisco, militare greco antico († 146 a.C.)
- Publio Cornelio Scipione Emiliano, militare e politico romano († 129 a.C.)